# Улица Лавриненко (Москва)
Улица Лаврине́нко — улица на востоке Москвы в районе Некрасовка Юго-Восточного административного округа от улицы Вертолётчиков.

## Происхождение названия
Проектируемый проезд № 6659 получил название улица Лавриненко в январе 2018 года. Проезд назван в честь Героя Советского Союза, танкового аса Дмитрия Фёдоровича Лавриненко (1914—1941). За два с половиной месяца боёв с октября по декабрь 1941 года Лавриненко принял участие в 28 схватках и уничтожил 52 танка противника, став самым результативным танкистом в Красной Армии за всю Великую Отечественную войну.

## Описание
Улица начинается от улицы Вертолётчиков, проходит на восток, затем поворачивает на северо-восток, огибая один из микрорайонов жилого района Люберецкие Поля. К югу от улицы находится Чёрное озеро.